# Liste der denkmalgeschützten Objekte in St. Ulrich im Mühlkreis
Die Liste der denkmalgeschützten Objekte in Sankt Ulrich im Mühlkreis enthält die denkmalgeschützten, unbeweglichen Objekte der Gemeinde St. Ulrich im Mühlkreis in Oberösterreich (Bezirk Rohrbach).

## Denkmäler
| Foto |                 | Denkmal                                      | Standort                             | Beschreibung | Metadaten |
| ---- | --------------- | -------------------------------------------- | ------------------------------------ | --- | --- |
| ja   | Datei hochladen | Ortskapelle HERIS-ID: 18261 Objekt-ID: 14553 | Ulrichstraße Standort KG: St. Ulrich | Die Dorfkapelle besteht aus dem gotischen Chor einer ehemaligen Burgkapelle, die im 14. Jahrhundert errichtet wurde. Unter Joseph II. wurde die Kirche 1786 profaniert, 1870 erfolgte der Abbruch des Langhauses. Der Chor bildet seither die bestehende Dorfkapelle. | BDA-Hist.: Q37844125 Status: § 2a Stand der BDA-Liste: 2025-06-30 Name: Ortskapelle GstNr.: 709/2 Sankt Ulrich im Mühlkreis - Chapel |